# Parlamento de Singapura
O Parlamento de Singapura (inglês: Parliament of Singapore) é o poder legislativo unicameral de Singapura. O parlamento regula seus próprios privilégios, imunidades e poderes, sendo composto por membros do parlamento que são eleitos, além dos membros não eleitorados e os membros nomeados, que são indicados.